# Croatia-Slovenia
Croatia-Slovenia – jednodniowy wyścig kolarski rozgrywany w Chorwacji i Słowenii. Od 2013 wyścig rozgrywany jest na trasie prowadzącej z Zagrzebia do Novo mesto. Jest on częścią UCI Europe Tour i posiada kategorię 1.2. Pierwsza edycja miała miejsce w 2008.

## Zwycięzcy
| Rok  | Pierwsze       | Drugie            | Trzecie           |
| ---- | -------------- | ----------------- | ----------------- |
| 2008 | Robert Vrečer  | Matija Kvasina    | Marco Ghiselli    |
| 2009 | Robert Vrečer  | Hrvoje Miholjević | Kristjan Fajt     |
| 2010 | Matej Mugerli  | Josef Benetseder  | Marko Kump        |
| 2011 | Kristjan Fajt  | Reto Hollenstein  | Jakub Kratochvíla |
| 2012 | Marko Kump     | Matej Mugerli     | Luka Mezgec       |
| 2013 | Riccardo Zoidl | Dominik Hrinkow   | Klemen Štimulak   |
| 2014 | Primož Roglič  | David Wöhrer      | Matej Marin       |
| 2015 | Marko Kump     | Filippo Fortin    | Mattia Gavazzi    |
| 2016 | Jannik Steimle | Patrick Schelling | Žiga Grošelj      |
| 2017 | Dušan Rajović  | Luka Čotar        | Žiga Jerman       |
| 2018 | Dušan Rajović  | Michael Kukrle    | Filippo Fortin    |
| 2019 | Marko Kump     | Rok Korošec       | Tilen Finkšt      |